# José Zárate
José de los Reyes Zárate Samudio (Barranquilla, 12 de noviembre de 1949-Barranquilla, 24 de agosto de 2013) fue un futbolista colombiano que se desempeñaba de defensa.

## Trayectoria
Nació el 12 de noviembre de 1949 en el barrio Rebolo de Barranquilla. Comenzó su carrera futbolística en el Almendra Tropical, equipo de primera categoría del fútbol del Atlántico, donde llamó la atención del Junior. En 1971, a los 22 años, hizo su debut en la primera división y rápidamente se convirtió en titular al año siguiente, destacando junto a jugadores como Jesús Rubio y Víctor Ephanor. 
En 1975, sus destacadas actuaciones le valieron una convocatoria para la Copa América de ese año bajo la dirección técnica de Efraín Sánchez. Al año siguiente, se unió al Independiente Medellín, donde brilló como una de las figuras del equipo y se convirtió en el séptimo jugador con más partidos disputados en la historia del club. En 1981, contribuyó significativamente al título de la Copa Colombia al vencer al Deportivo Cali con un marcador global de 3 a 1, destacando en la final junto a Álvaro Escobar, Luis Gerónimo López, Alonso López, Ponciano Castro y otros compañeros.
En sus últimos años en el DIM, su rendimiento fue disminuyendo y en 1984 fichó por el Cúcuta Deportivo, donde jugó once partidos antes de retirarse como futbolista profesional a los 35 años.
En el año 2010, debido a complicaciones de la diabetes, tuvo que ser amputada su pierna izquierda. Posteriormente, en 2013, falleció a la edad de 64 años debido a un infarto de miocardio, tras ser internado en la Clínica de Barranquilla. Sus restos descansan en los jardines de la eternidad.

## Selección nacional
Ha representado a la Selección de fútbol de Colombia en diversas ocasiones. En los Juegos Panamericanos de Cali en 1971, logró la medalla de plata. En la Copa América de 1975, tuvo una destacada participación como titular durante todo el torneo, demostrando un buen desempeño. Sin embargo, su nombre quedó marcado por un desafortunado autogol en la segunda final contra Perú en Lima, un error que lo persiguió a lo largo de su vida y del cual muchos aficionados lo responsabilizaron. A pesar de este incidente, Colombia terminó como subcampeón del torneo.
Dos años después, fue convocado para un amistoso contra Yugoslavia, ingresando en el segundo tiempo en lugar de Miguel Escobar. El resultado final fue una victoria por 1 a 0 a favor de los yugoslavos. En el mismo año, también participó en las eliminatorias para la Copa Mundial de Argentina 1978. Lamentablemente, Colombia quedó en último lugar en la primera fase del Grupo 1, sin lograr ni una sola victoria, solo dos empates y dos derrotas. En la última fecha, Colombia sufrió una abrumadora derrota ante Brasil por 6 a 0, la peor en la historia de la selección colombiana en eliminatorias. Este fue el último llamado de Zárate a la selección nacional.

### Participaciones en selección

#### Participaciones en Panamericanos
| Copa                      | Sede     | Resultado        | Part. | Goles |
| ------------------------- | -------- | ---------------- | ----- | ----- |
| Juegos Panamericanos 1971 | Colombia | Medalla de Plata | ?     | 0     |

#### Participaciones en Copa América
| Copa              | Sede | Resultado  | Part. | Goles |
| ----------------- | ---- | ---------- | ----- | ----- |
| Copa América 1975 |      | Subcampeón | 9     | 0     |

#### Eliminatorias del Mundial
| Eliminatorias                 | Resultado | Part. | Goles |
| ----------------------------- | --------- | ----- | ----- |
| Eliminatorias Mundial de 1978 | 7º Lugar  | 4     | 0     |

## Clubes
| Club                   | País     | Año       | Partidos | Goles |
| ---------------------- | -------- | --------- | -------- | ----- |
| Junior                 | Colombia | 1971-1975 | 177      | ?     |
| Independiente Medellín | Colombia | 1976-1983 | 320      | 7     |
| Cúcuta Deportivo       | Colombia | 1984      | 11       | ?     |

## Palmarés

### Campeonatos nacionales
| Título        | Club                   | País     | Año  |
| ------------- | ---------------------- | -------- | ---- |
| Copa Colombia | Independiente Medellín | Colombia | 1981 |